# 千倉豊
千倉 豊（ちくら ゆたか、1893年（明治26年）11月15日 - 1953年（昭和28年）7月16日）は、日本の実業家、千倉書房創業者。

## 来歴
1893年（明治26年）11月15日、福岡県山門郡瀬高町（現在の福岡県みやま市）に生まれ、福岡県大牟田市田隈で育つ。高等小学校を終えた1908年（明治41年）、三池銀行に入社し、1910年（明治43年）まで勤める。
1910年4月、奉天省安東県（後の満洲国安東省安東市）に渡り、西洋煙草を商うパイジス商会に入社する。1912年（明治45年）、大連支店に転勤。翌年、パイジス商会を退社し、欧州雑貨扱の藤原商会に入社する。
1913年（大正2年）12月20日、徴兵に応じ、長崎・大村の歩兵第46連隊に入営。1915年（大正4年）12月20日に満期を迎え帰休する。1916年（大正5年）2月15日には再渡満し、藤原商会に復職するが、当時、帰休期間中は内地待機が原則であった。そのため同年3月に帰国を余儀なくされ、神戸の鈴木商店に入社する。同年末の帰休期間終了を待って、台湾支店に転勤。
台湾支店では台湾総督府、台湾電力などを担当し、ここで台湾総督府営林局・土木局の技師であった高山節繁（のちに台湾電力運輸課長）の知遇を得る。
1923年（大正12年）3月4日、高山節繁の長女・悦子と結婚する。
1924年（大正13年）11月末をもって鈴木商店を退社し、同年12月30日より欧州16カ国漫遊の旅に出立する。西欧各国をまわり、ポーランド、ソヴィエトを経て、ウラジオストクから敦賀に渡り1925年（大正14年）10月30日帰国。
1926年（大正15年）2月10日、日本評論社に入社。翌年、営業部長となり、その後、「經濟往来」（後の「日本評論」）編集長、専務（支配人）などを歴任した。1928年（昭和3年）秋、日本評論社を退社。千倉書房を創立する（登記上の創立日は翌年4月3日）。
1933年（昭和8年）4月3日　かねて懇意であった中野正剛に乞われ、九州日報社長に就任する（兼務）。1935年（昭和10年）4月3日、九州日報を退社。
1937年（昭和12年）1月18日、長男・孝生まれる。
1946年（昭和21年）1月、G項該当とされ公職追放の通知を受ける（～1948年（昭和23年）6月、追放解除）。
1953年（昭和28年）7月16日、肝臓癌により死去。葬儀に際しては佐佐木茂索（全国出版協会理事長、文藝春秋新社社長）小川菊松（誠文堂新光社創業者、会長）、勝正憲（元民政党衆議院議員）らが弔辞を読んだ。長子が若年であったため、千倉書房の社長職は妻・悦子が継承することとなった。
1970年（昭和45年）に日本出版クラブの第2回出版功労者顕彰を受け、出版平和堂に記銘板が掲示された。